# Bridget Hall
Pour les articles homonymes, voir Hall.
 (avril 2014).
Si vous disposez d'ouvrages ou d'articles de référence ou si vous connaissez des sites web de qualité traitant du thème abordé ici, merci de compléter l'article en donnant les références utiles à sa vérifiabilité et en les liant à la section « Notes et références ».
Bridget Hall, née le 12 décembre 1977 à Springdale, en Arkansas, est un mannequin américain.

## Biographie

### Carrière
En 1995, elle est, selon Forbes[source insuffisante], l'une des dix mannequins gagnant le plus d'argent. Elle est alors âgée de dix-huit ans.
En 1996, elle crée son propre calendrier. Puis, en 1999 et 2003, elle apparaît dans le calendrier Pirelli.
De 2002 à 2006, elle pose pour le Sports Illustrated Swimsuit Issue.
En 2006, elle joue son propre rôle dans Le Diable s'habille en Prada.